# Papuligobius ocellatus
Papuligobius ocellatus é uma espécie de peixe da família Gobiidae e da ordem Perciformes.

## Morfologia
- Os machos podem atingir 12 cm de comprimento total.
- Número de vértebras: 26.[4][5]

## Alimentação
Alimenta-se de insectos e zooplâncton.

## Habitat
É um peixe de água doce, de clima tropical e bentopelágico.

## Distribuição geográfica
Pode ser encontrado na Ásia: bacia hidrográfica do rio Mekong (Camboja, Laos e Tailândia).

## Observações
É inofensivo para os humanos.